# Погарев, Георгий Васильевич
Георгий Васильевич Погарев (24.08.1915 — 2002) — российский учёный в области сборки, юстировки, контроля оптических приборов, доктор технических наук (1965), профессор.
Родился 24 августа 1915 года в Петрограде в семье почтальона. В 1930 году окончил семилетнюю школу, в 1932 году — ФЗУ при Государственном оптико-механическом заводе (ГОМЗ) имени ОГПУ, работал там же сборщиком-механиком.
С сентября 1935 по февраль 1941 года — студент ЛИТМО. После защиты диплома оставлен в институте, зачислен на должность старшего лаборанта кафедры военно-оптических приборов оптического факультета.
Во время Блокады Ленинграда — с ноября 1941 года заместитель, с июня 1942 года — начальник оптико-сборочного цеха военно-ремонтной базы (филиал артбазы № 75 ЛВО), созданного на основе учебных лабораторий Оптического факультета. Награждён медалями «За оборону Ленинграда» и «За доблестный труд в Великой Отечественной войне».
С 16 мая 1945 по 1 июня 1947 года учился в очной аспирантуре. После её окончания — старший преподаватель кафедры оптико-механических приборов. В июле 1950 года защитил кандидатскую диссертацию.
С 9 июня 1951 по 8 октября 1952 года исполняющий обязанности заместителя директора по учебно-научной работе, с 24 ноября 1953 по 24 апреля 1962 года — декан оптического факультета.
С 19 июня 1956 года доцент кафедры оптико-механических приборов (ОМП).
Подготовил и в 1965 году защитил докторскую диссертацию:
- Исследование методов решения оптических юстировочных задач : диссертация … доктора технических наук : 05.00.00. — Ленинград, 1965. — 487 с. + Прил.(61с.: ил.).

В 1968 году избран на должность профессора кафедры оптико-механических приборов. С 20 сентября 1975 года — первый заведующий кафедры конструирования и производства оптических приборов. С мая 1985 по июнь 2001 года профессор этой кафедры, переименованной в 1990 году в кафедру информационно-измерительных систем оптического приборостроения.
Основатель научно-педагогической школы «Научные основы конструирования и юстировки оптико-электронных приборов».
Создал или существенно переработал курсы «Оптические измерения», «Контрольно-измерительные ОМП», «Сборка и регулировка ОМП».
Сочинения:
- Юстировка оптических приборов / Г. В. Погарев. — 2-е изд., перераб. и доп. — Л. : Машиностроение : Ленингр. отд-ние, 1982. — 237 с. : ил.; 22 см.
- Оптические юстировочные задачи : Справочник / Г. В. Погарев, Н. Г. Киселев. — 2-е изд., перераб. и доп. — Л. : Машиностроение : Ленингр. отд-ние, 1989. — 259,[1] с. : ил.; 22 см; ISBN 5-217-00413-4 (В пер.)
- Оптические юстировочные задачи [Текст] : Справ. пособие. — Ленинград : Машиностроение. Ленингр. отд-ние, 1974. — 223 с. : черт.; 20 см.
- Методика нахождения эквивалентов зеркально-призменных систем : Учеб. пособие / Г. В. Погарев, А. М. Бурбаев, Н. И. Кручинина. — Л. : ЛИТМО, 1983. — 45 с. : ил.; 20 см.
- Задачник по курсу «Сборка и юстировка оптических приборов» [Текст] : (Учеб. пособие для студентов старш. курсов оптич. фак.) / М-во высш. и сред. спец. образования СССР. Ленингр. ин-т точной механики и оптики. Кафедра оптико-механ. приборов. — Ленинград : [б. и.], 1969. — 20 см. Вып. 2. — 1973. — 38 с. : ил.
- Задачник по курсу «Сборка и юстировка оптических приборов» [Текст] : (Учеб. пособие для студентов старш. курсов оптич. фак.) / М-во высш. и сред. спец. образования СССР. Ленингр. ин-т точной механики и оптики. Кафедра оптико-механ. приборов. — Ленинград : [б. и.], 1969. — 20 см. [Вып. 1]. — 1969. — 48 с. : черт.
- Сборка и регулировка угломерных приборов [Текст] : (Учеб. пособие по курсу «Сборка и регулировка оптико-механ. приборов» / М-во высш. и сред. спец. образования РСФСР. Ленингр. ин-т точной механики и оптики. — Ленинград : [б. и.], 1960. — 54 с. : черт.; 21 см.